# Distretto di Niedersimmental
Il distretto di Niedersimmental è stato un distretto del Canton Berna, in Svizzera. Confinava con i distretti di Schwarzenburg, di Seftigen e di Thun a nord, di Frutigen a sud-est e di Obersimmental a sud-ovest e con il Canton Friburgo (distretto di Sense) a ovest. Il capoluogo era Wimmis. Comprendeva la parte più bassa della Simmental ed una parte del lago di Thun. I suoi comuni sono passati alla sua soppressione al Circondario di Frutigen-Niedersimmental e al Circondario di Thun.

## Comuni
- Därstetten
- Diemtigen
- Erlenbach im Simmental
- Niederstocken
- Oberstocken
- Oberwil im Simmental
- Reutigen
- Spiez
- Wimmis

### Fusioni
- 1834: Einigen, Spiez → Spiez